# Мелвилл, Мюррей
Мю́ррей Ме́лвилл (англ. Murray Melville) — шотландский кёрлингист.
В составе мужской сборной Шотландии участник двух чемпионатов мира (лучший результат — серебряные призёры в 1970). Чемпион Шотландии среди мужчин.
Играл на позициях первого и третьего.
В 1969 перед чемпионатом мира Билл Мюрхед попросил Мюррея Мелвилла быть запасным в их команде (хотя в те годы запасной и не входил официально в состав команды), и помощь Мюррея оказалась кстати, когда игравший на позиции первого Алек Янг перед полуфиналом вышел из строя с приступом мигрени и Мюррей заменил его (однако в официальную статистику чемпионата не попал). В следующем сезоне 1969—1970 Мелвилл вошел в состав команды уже на весь сезон, включая и чемпионат мира 1970, вместо ушедшего из команды Алекса Янга.

## Достижения
- Чемпионат мира по кёрлингу среди мужчин: серебро (1970), бронза (1969).
- Чемпионат Шотландии по кёрлингу среди мужчин: золото (1970).

## Команды
| Сезон   | Четвёртый   | Третий         | Второй      | Первый         | Запасной       | Турниры            |
| ------- | ----------- | -------------- | ----------- | -------------- | -------------- | ------------------ |
| 1968—69 | Билл Мюрхед | Джордж Хаггарт | Дерек Скотт | Алек Янг       | Мюррей Мелвилл | ЧМ 1969            |
| 1969—70 | Билл Мюрхед | Джордж Хаггарт | Дерек Скотт | Мюррей Мелвилл |                | ЧШМ 1970 · ЧМ 1970 |
| 1982—83 | Алан Глен   | Мюррей Мелвилл | Scott Symon | Леонард Дадмэн |                | [ 5 ]              |

(скипы выделены полужирным шрифтом)